# Dysdera bakhanovi
Espèce
Dysdera bakhanovi est une espèce d'araignées aranéomorphes de la famille des Dysderidae.

## Distribution
Cette espèce est endémique de Géorgie. Elle se rencontre vers Tskhinvali.

## Description
Le mâle holotype mesure 7,2 mm.

## Systématique et taxinomie
Cette espèce a été décrite par Fomichev en 2023.

## Étymologie
Cette espèce est nommée en l'honneur de Roman A. Bakhanov.

## Publication originale
- Fomichev, 2023 : « A new species of Dysdera Latreille, 1804 (Aranei: Dysderidae) from South Ossetia, the Greater Caucasus. » Caucasian Entomological Bulletin, vol. 19, no 2, p. 309-312.